# Giacomo Perez-Dortona
Giacomo Perez-Dortona (Francia, 11 de noviembre de 1989) es un nadador francés especializado en pruebas de estilo braza media distancia, donde consiguió ser medallista de bronce mundial en 2015 en los 4 x 100 metros estilos.

## Carrera deportiva
En el Campeonato Mundial de Natación de 2015 celebrado en Budapest ganó la medalla de bronce en los relevos de 4 x 100 metros estilos, nadando el largo de braza con un tiempo individual de 59.88 segundos y un tiempo de equipo de 3:30.50 segundos, tras Estados Unidos y Australia (plata con 3:30.08 segundos).